# مراقبت سلامتی در کانادا

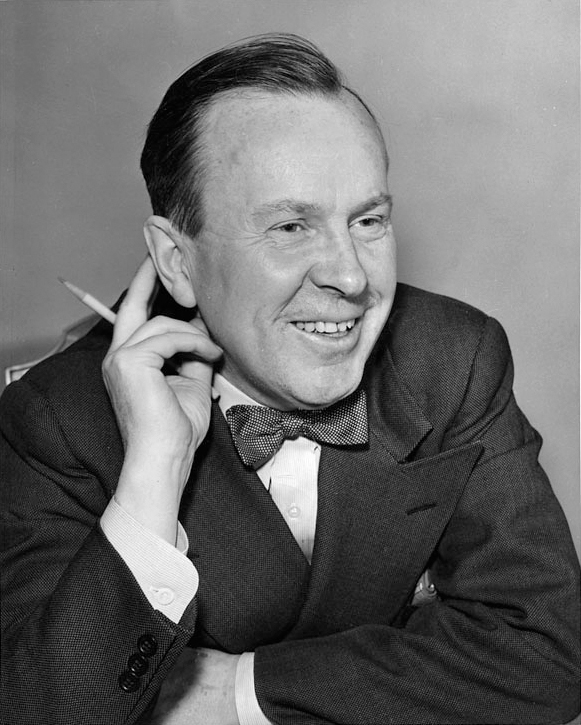
در حکومت لیبرال لستر بولز پیرسون، مراقبت سلامتی کانادا از طریق لایحه مراقبت پزشکی یا مدیکر گسترش داده شد تا برای همهٔ کانادایی‌ها بر اساس نیازشان به چنان خدماتی و فارغ از قابلیت آنها برای پرداخت پوشش تقریباً همگانی فراهم آورد.

مراقبت سلامتی در کانادا از طریق یک نام مراقبت سلامتی با بودجه عمومی، که به طور غیررسمی به آن مدیکر گفته می‌شود، ارائه می‌گردد، غالباً رایگان است و بیشتر خدمات از طریق بخش خصوصی عرضه می‌شود. لایحه مراقبت سلامتی ۱۹۸۴ کانادا شرایط آن را تعیین می‌کند.